# Elaphidion auricoma
Elaphidion auricoma là một loài bọ cánh cứng trong họ Cerambycidae.